# Villers-Cernay
Villers-Cernay korábbi község Franciaországban, Ardennes megyében. Lakosainak száma 340 fő (2018. január 1.). Villers-Cernay La Chapelle, Daigny, Francheval, Givonne, Rubécourt-et-Lamécourt és Bouillon községekkel határos.
2017. január 1-jén Rubécourt-et-Lamécourt korábbi községgel egyesült és az így létrejött Bazeilles új község része lett.

## Népesség
A település népessége az elmúlt években az alábbi módon változott:
| Lakosok száma | 242  | 260  | 271  | 306  | 293  | 334  | 339  | 337  | 337  | 340  |
|               | 1968 | 1975 | 1982 | 1990 | 1999 | 2011 | 2013 | 2015 | 2017 | 2018 |